# Desaparición de LeeAnna Warner
LeeAnna Warner era una niña que desapareció de la ciudad de Chisholm, Minnesota, el 14 de junio de 2003 en un presunto secuestro y asesinato. El día de su desaparición, LeeAnna fue vista por última vez caminando hacia su casa desde la casa de una amiga entre las 5:00 y las 5:15 p. m.. Fue vista por última vez caminando por el suroeste de la Segunda o Tercera calle. En el momento de su desaparición, LeeAnna tenía 5 años.
Aunque no hay evidencia concreta de que LeeAnna fuera secuestrada, la policía argumenta que es la opción más realista, creyendo que la habrían encontrado si simplemente se hubiera alejado. 
Con los años, la policía ha recibido más de 1700 pistas; sin embargo, con muy poca evidencia para ser consistentes, nunca han tenido un sospechoso concreto. Hasta el día de hoy, no se ha encontrado a LeeAnna y su caso sigue sin resolverse. 

## Apariencia
En el momento de su desaparición, LeeAnna tenía una estatura de entre 0,91 m y 0,97 m y pesaba aproximadamente 22 kg. Es descrita como una niña, caucásica, de cabello castaño, con el cabello corto y peinado al estilo bob en el momento de su desaparición. Los ojos marrones oscuros. LeeAnna tiene dos características distintivas principales, una es un lunar en el tobillo izquierdo y la otra un hoyuelo en el hombro izquierdo.
Llevaba un vestido de mezclilla azul sin mangas (algunas fuentes afirman una camisa de mezclilla) con un cinturón, ropa interior naranja, un arete de flores con un granate rojo en la oreja derecha y sin zapatos ni calcetines.

## Antecedentes
La familia Warner estaba formada por Tiffany Kaelin Whittaker, que prefiere ser llamada Kaelin Whittaker, Christopher Warner y su hija LeeAnna Warner.
Los padres de LeeAnna se habían divorciado anteriormente. Christopher y Kaelin se conocieron hacia fines de 1996, y Kaelin dio a luz a LeeAnna el 21 de febrero de 1998. Los Warner se habían mudado a Chisholm solo unos meses antes de la desaparición de LeeAnna.
LeeAnna fue descrita como una niña extrovertida, amigable y muy valiente, con instintos de supervivencia que se consideraban bastante avanzados para su edad. Le gustaba jugar con muñecas, andar en bicicleta y pasar tiempo con su familia.

## Desaparición
El 14 de junio de 2003, LeeAnna fue vista por última vez caminando descalza a su casa desde la casa de su amiga, que estaba aproximadamente a una cuadra y media de su propia casa.
Kaelin Warner informó a las autoridades que acababan de regresar a casa desde Side Lake donde habían estado de compras en Rummage Sale. A pesar de las protestas de Kaelin de que LeeAnna necesitaba descansar, su hija decidió que quería ir a jugar con su amiga, que vivía a solo unas calles de distancia. Kaelin le dio permiso para irse mientras LeeAnna estuviera en casa a las 5 p. m.
LeeAnna se fue a casa de su amiga a las 4:30. p. m., un recorrido corto que sus padres dicen que había hecho muchas veces sola. Sin embargo, a su llegada, era evidente que no había nadie en casa de su amiga, por lo que decidió darse la vuelta e irse a casa. LeeAnna fue vista por última vez caminando por la calle Segunda o Tercera del suroeste, entre las 5:00 y las 5:15 p. m.
A las 5 p. m. LeeAnna no había regresado a casa y su madre comenzó a entrar en pánico. Alrededor de las 5:30 p. m., Kaelin comenzó a buscar a su hija, solicitando la ayuda de la gente del vecindario. Padres e hijos de los suburbios circundantes se reunieron para buscar a LeeAnna. 
A las 9.00 p. m., a pesar del extenso grupo de búsqueda, todavía no se había visto a LeeAnna. Fue en este momento cuando Kaelin y Chris denunciaron la desaparición de su hija ante la policía local.

## Investigación
El Departamento de Policía de Chisholm llegó al lugar poco después de recibir la llamada telefónica de la familia Warner. Se envió otro grupo de búsqueda, esta vez con la ayuda de las autoridades. Una combinación de policías, bomberos, voluntarios locales y rastreadores expertos con sabuesos se reunieron para registrar la ciudad.
Revisaron garajes, graneros, cobertizos y minas de mineral de hierro abandonadas con la esperanza de que LeeAnna simplemente se hubiera alejado y se hubiera perdido. El grupo buscó durante más de 48 horas, pero no pudo encontrar nada que insinuara lo que le sucedió a LeeAnna. 
En las semanas posteriores a su desaparición, las autoridades realizaron una búsqueda exhaustiva que incluía helicópteros y sabuesos, pero a finales de mes no estaban más cerca de encontrar a LeeAnna.
Un mes después de que LeeAnna desapareciera, una persona del pueblo local encontró huellas de un niño cerca del lago Longyear, el lago donde LeeAnna estuvo con su madre el día de su desaparición. El Departamento de Policía de Chisholm hizo vaciar el lago en un intento de localizar a LeeAnna , pero no encontraron ninguna otra evidencia de que ella estuviera allí. Se vieron obligados a detener su búsqueda durante el invierno cuando el lago y las áreas circundantes se congelaron. 
En el verano de 2004, las autoridades comenzaron una nueva búsqueda en Chisholm en otro esfuerzo por encontrar los restos de LeeAnna, pero no surgieron nuevas pruebas. Desde entonces no se han programado más búsquedas oficiales. 

## Sospechosos y teorías
Hay una serie de sospechosos y teorías asociadas con lo que le sucedió a LeeAnna Warner. Sin embargo, hasta la fecha ninguno de ellos ha demostrado ser cierto. 

### Kaelin Whittaker, Christopher Warner y familia
Kaelin y Christopher nunca fueron considerados sospechosos y no se les exigió que realizaran pruebas de detección de mentiras. Sin embargo, Christopher había tenido problemas domésticos con su exesposa e incluso habían pedido una orden de restricción mutua.
A pesar de esta información, las autoridades consideraron que los problemas anteriores de Christopher con su exesposa no estaban relacionados con la desaparición de su hija. 
Años después de la desaparición de LeeAnna, Kaelin y Christopher se alejaron de Chisholm para intentar comenzar de nuevo, alegando que la ciudad ya no era segura para ellos y no la consideraban un hogar.

### Matthew James Curtis
Uno de los principales sospechosos que se identificó que potencialmente tenía un papel en la desaparición de LeeAnna era un hombre llamado Matthew James Curtis, que tenía 24 años en ese momento. En agosto de 2003, Curtis fue arrestado por posesión de pornografía infantil. La policía lo interrogó varias veces sobre si tenía algo que ver con el caso de LeeAnna.
Debido a sus cargos anteriores y su proximidad con LeeAnna, las autoridades sospecharon que Curtis había jugado un papel en la desaparición de la niña. Se les otorgó una orden judicial y buscaron en su camioneta muestras de ADN. Sin embargo, una búsqueda exhaustiva de sus camiones y sus pertenencias reveló que no había evidencia de que LeeAnna hubiera estado alguna vez en el vehículo. Por lo tanto, no había manera de conectar directamente a Curtis con el caso.
En septiembre de 2003, el día antes de que supuestamente compareciera en el tribunal local por los cargos de pornografía infantil, el cadáver de Curtis fue encontrado en su camioneta, a pocas millas de Chisholm. Las autoridades afirman que Curtis se asfixió con una bolsa de plástico. La investigación sobre la muerte de Curtis se cerró y oficialmente se dictaminó como suicidio .
Sin embargo, hubo una gran cantidad de especulaciones y controversias en torno a su muerte, y algunos creyeron que Curtis fue asesinado y que su cuerpo estaba posicionado para que pareciera un suicidio. Actualmente, no hay evidencia que respalde esta afirmación. 

### Joseph Edward Duncan III
Joseph Edward Duncan III era un delincuente sexual convicto acusado de secuestrar a dos niños en Idaho .
Cuando las autoridades revisaron su computadora por un caso no relacionado, encontraron un documento encriptado que hacía referencia a la desaparición de LeeAnna. Duncan también mantuvo un diario en línea y, en 2004, Duncan escribió en este diario, explicando que temía que se le culpara por la desaparición de LeeAnna Warner. También habló sobre su insatisfacción con la investigación sobre él y su descontento por ser etiquetado como delincuente sexual. 
Su conocimiento de la niña desaparecida de Minnesota llevó a una investigación sobre si tuvo algo que ver con la desaparición de la joven, sin embargo, las autoridades no pudieron encontrar nada concreto para llevarlo a juicio. Una línea de tiempo de las actividades más recientes de Duncan también reveló que no había estado en el área de Chisholm en el momento del presunto secuestro de LeeAnna.

### "Una viejecita"
Christopher y Kaelin dijeron a las autoridades que en las semanas previas a su desaparición, LeeAnna se había comportado de manera extraña. 
Una tarde, los padres de LeeAnna llegaron a su casa y la encontraron jugando con una caja llena de muñecas Barbie y su ropa, a pesar de que elos no le habían compraron los juguetes. Cuando Kaelin le preguntó de dónde los había obtenido, LeeAnna dijo que se los había dado  "una viejecita".
Una semana antes de su desaparición, LeeAnna empacó una maleta con todas sus cosas favoritas y les dijo a sus padres que quería irse a vivir a la casa de su nueva familia. También la encontraron durmiendo en su armario una noche, alegando que temía que los monstruos  que había fuera de su ventana la atraparan.
Los investigadores analizaron esto y determinaron que no había evidencia que indicara que alguien hubiera usado juguetes para atraer a LeeAnna lejos de su familia. La información fue desestimada. 

### Sospechosos no identificados
En el momento de la desaparición de LeeAnna, numerosos testigos recuerdan haber visto a un hombre de unos treinta años caminando por el vecindario. Fue descrito como de aproximadamente 1,78 m de alto y alrededor de 70 kg de peso. Supuestamente tenía un tatuaje oscuro de una estrella o un sol en su brazo derecho. Este hombre no ha sido identificado. 
Casi al mismo tiempo, los testigos identificaron un Cadillac marrón y azul que era conducido por un hombre afroamericano que parecía tener entre veinte y treinta años y tenía la cabeza calva o afeitada. También hubo informes de una camioneta marrón oxidada de un modelo antiguo desconocido que era conducida por un hombre caucásico con cabello negro y rizado.
Ninguno de estos hombres ha sido identificado y no está claro si alguno de ellos tuvo algo que ver con la desaparición de LeeAnna. 

## Atención de los medios
La desaparición de LeeAnna recibió atención de los medios locales, particularmente de Chisholm y las áreas circundantes. El caso nunca recibió cobertura global. 